# Caesar de Choiseul
Caesar de Choiseul, vojvoda de Choiseul, francoski maršal, * 1602, † 23. december 1675.

## Življenjepis
Pri štirinajstih letih je vstopil v vojaško službo kot lastnik-polkovnik pehotnega polka. Služboval je pod kraljem Ludvikom XIII.; sodeloval je pri obleganju La Rochelleja, preživel obrambo otoka Re med angleškimi napadi (katere je vodil vojvoda Buckingham) in leta 1629 spremljal angleške sile v Italijo.
Leta 1630 je postal italijanski veleposlanik na dvoru vojvode Vittoria Amadea I. Savojskega; do leta 1635 je v Italiji deloval na diplomatskem prizorišču. Ko je izbruhnila francosko-španska vojna, se je odlikoval v številnih bitka po Italiji. Leta 1640 je bil imenovan za guvernerja Torina, leta 1642 generalporočnik, leta 1645 bil povzdignjen v maršala Francije in drugi poveljnik Katalonije. Ob izbruhu vojne Fronde je pomagal Louisu II. Condejskemu pri obleganju Pariza. V drugi vojni Fronde je ostal zvest Ani Avstrijski; v tem času je dosegel tudi svojo največjo zmago, ko je leta 1650 premagal združeno špansko-odporniško vojsko (katero je vodil Henri Turenne) v bitki za Retbel.Nato se je pridružil kraljevemu dvoru Ludvika XIV. Francoskega; leta 1652 je postal državni minister in novembra 1665 je bil povzdignjen v vojvodo de Choiseula.